# Ferdinand Jugler
Ferdinand Jugler (vollständiger Name Ferdinand Ludwig Christian Jugler; * 1830; † 1910) war ein deutscher Auditor und Assessor, Manager der hannoverschen Handelskammer sowie Chefredakteur des Gewerbeblatts Hannover.

## Leben
Ferdinand Jugler wurde zu Beginn der Industrialisierung zur Zeit des Königreichs Hannover geboren. In den Jahren von 1854 bis nach der Annexion Hannovers durch Preußen war er in verschiedenen Ämtern tätig, bevor er 1868 als Sekretär in die Handelskammer Hannover eintrat. In dieser Funktion führte er die Geschäfte der Kammer bis 1895.
Unterdessen war Jugler zeitweilig parallel Mitglied im Direktorium des Hannoverschen Gewerbevereins sowie als Chefredakteur für das „Gewerbeblatt Hannover“ tätig, in dem dann die älteren Mittheilungen des Hannoverschen Gewerbevereins aufgingen: Das Hannoversches Gewerbeblatt. Mittheilungen des Gewerbe-Vereins für Hannover. Organ der Handelskammer zu Hannover erschien in Hannover ab 1883 bei Schmorl; das Datum markiert zugleich „[...] den Beginn der IHK-Medien“ in Hannover.
Inhaltlich setzte sich das Gewerbevereins- und Handelskammer-Blatt und ihr Chefredakteur keine Grenzen, solange es der Förderung des Technischen Fortschritts diente. So wurde zum Teil anschaulich mit Holzstichen illustriert beispielsweise zu Themen wie „[...] Centrifugal-Eisenbahnen, luftdichte Fenster und Türen, Abhäutungsmesser für Fleischer, Pianoforte-Fabrikation, Borsig's Eisenbahnwagen, Th. Baumann's verbesserten Zollstock, Whitelaw's und Stirrat's Wasserrad, Bettfedern-Reinigungs-Maschinen, De Cournays Patent-Hufbeschlag ohne Nägel“ und vieles mehr.
An eigenständigen Schriften verfasste Jugler eine Schrift über Die Allgemeine Gewerbe-Ausstellung der Provinz Hannover für das Jahr 1878.
Ferdinand Jugler führte mit seiner Braut Caroline Heinemann ein gutbürgerliches Leben im Stil des 19. Jahrhunderts.

## Schriften
- Die Allgemeine Gewerbe-Ausstellung der Provinz Hannover für das Jahr 1878, Hannover, 1878

## Archivalien
An Archivalien von und über Ferdinand Jugler finden sich beispielsweise
- eine Porträt-Fotografie mit dem Brustbild Juglers im Bestand der IHK Hannover[3]
- der 2001 von der Superintendentur Rinteln (in Rinteln) übergebene Nachlass Ferdinand Jugler im Landeskirchlichen Archiv Hannover, Bestand N 36, darin findet sich der
  - Briefwechsel mit Juglers Braut Heinemann aus den Jahren von 1861 bis 1863 sowie
  - Juglers Lebenserinnerungen;[5]
- in der Universitätsbibliothek Leipzig im Nachlass von Eduard Zarncke zwei handschriftliche Briefe Juglers an Zarncke bei Breitkopf & Härtel
  - 15 Seiten vom 12. März 1904 mit einer Lebensdarstellung von Juglers Urgroßvater und Großvater, mit dem er die Veröffentlichung der Familienpapiere und schriftlichen Erinnerungen erreichen will; Signatur: NL 249/1/J/499;
  - 2 Seiten vom 4. April 1905 mit einem Dank an Zarncke für dessen Bemühungen; Signatur: NL 249/1/J/500[6]